# Eva Koutecká
Eva Koutecká (4. července 1933 Plzeň – 21. června 2023 Praha) byla česká mikrobioložka a pedagožka, která se spolu s biologem a filozofem Zdeňkem Neubauerem věnovala výzkumu bakteriálních kolonií na Přírodovědecké fakultě UK. Zde také pedagogicky působila téměř 40 let.

## Život a vědecká činnost
Narodila se 4. července 1933 v Plzni do rodiny JUDr. Rudolfa a RNDr. Emmy Černých. Dětství prožila v Kladně, kde její otec pracoval jako finanční ředitel v Pražské železářské společnosti. Po válce v květnu 1945 se rodina přestěhovala do Prahy.
Po maturitě na gymnáziu na Strossmayerově náměstí v Praze 7 začala studovat mikrobiologii na Přírodovědecké fakultě UK. Před ukončením studia nastoupila jako laborantka na patologicko-anatomické oddělení motolské nemocnice, kde se věnovala lékařské mikrobiologii. Vedl ho primář MUDr. Max Rauchenberg, přední odborník na patologickou anatomii, který za války působil jako patolog v terezínském ghettu. Pod jeho vedením se věnovala lékařské mikrobiologii, kterou v roce 1963 začala vyučovat na katedře mikrobiologie a genetiky Přírodovědecké fakulty UK.
Spolu s vedoucím katedry Jiřím Stárkou pracovala na překladu knihy „Cell Heredity“ americké genetičky Ruth Sager a zoologa Francise J. Ryana, která vyšla v roce 1968 pod názvem „Buněčná genetika“.
Po invazi vojsk Varšavské smlouvy v srpnu 1968 mohla na katedře mikrobiologie a genetiky Přírodovědecké fakulty UK vést pouze praktickou výuku a v laboratořích Přírodovědecké fakulty UK začala spolupracovat se Zdeňkem Neubauerem a Alenou Krekulovou na výzkumu bakteriálních kolonií druhu Serratia marcescens. Společně na toto téma napsali řadu odborných článků, z nichž nejvýznamnější vyšel v roce 1982 v časopise Vesmír.
Po sametové revoluci v roce 1990 nastoupila na obnovenou katedru filozofie a dějin přírodních věd, kterou na Přírodovědecké fakultě UK vedl Zdeněk Neubauer a která navazovala na filozofický seminář založený roku 1920 biologem a filozofem Emanuelem Rádlem. Studenty zde seznamovala s historickým a kulturním pozadím vědeckého vývoje od antiky po Bibli. 
Pedagogicky činná zůstala i po odchodu do důchodu – soukromě vyučovala jazyky. Zemřela 21. června 2023.

## Soukromý život

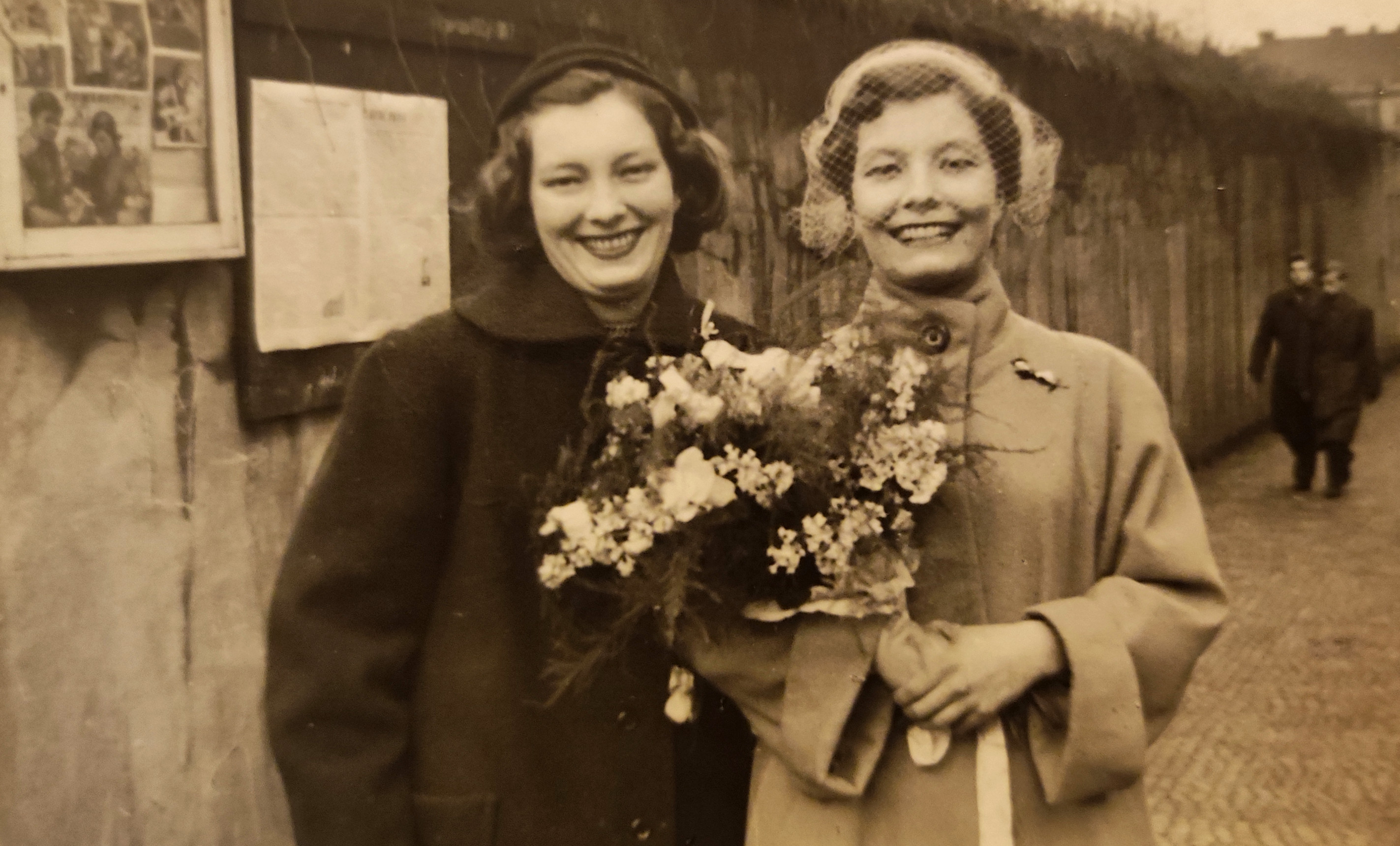
Eva Koutecká se svou mladší sestrou Emmou (vlevo) v roce 1953

Byla první manželkou Prof. MUDr. Josefa Kouteckého. Její o tři roky mladší sestra Emma vystudovala herectví a krátce působila ve Vinohradském divadle, jejím prvním mužem byl režisér Pavel Háša a druhým Prof. MUDr. Jiří Schindler. Eva Koutecká vychovala jako samoživitelka jednu dceru a dva syny.

## Odborné články RNDr. Evy Koutecké
- „The capacity of the bacterial host for the reproduction of the RNA phage f2 II. Its UV sensitivity in 5-BU labelled host and the effect of the thymineless death“, spoluautoři: Z. Neubauer – V. Závada – J. Fikotová – E. Koutecká – M. Rašková, Biochemical and Biophysical Research Communications 22, 1966, č. 5, s. 480–483
- „Two repressors of bacteriophage lambda: immunity and anti-immunity“, spoluautoři: Z. Neubauer, M. Hampacherová a E. Koutecká, 1973, Folia microbiologica, č. 2, s. 187. [Abstrakt příspěvku k desáté výroční konferenci Československé společnosti mikrobiologické, která se konala v Brně dne 26.–28. září 1972.]
- „Phenotype variability in a lysogen carrying a heat inducible lambda prophage“, Molecular and General Genetics, spoluautoři: Z. Neubauer – E. Koutecká – J. Cirýn, 1973, č. 125, s. 359–61. Vydáno v prosinci 1973.
- „Two repressors in bacteriophage lambda“, Molecular and General Genetics, spoluautoři: Z. Neubauer – M. Hampacherová – E. Koutecká, 1973, č. 120, s. 133–137. Vydáno 24. ledna 1973.
- „Alternující regulační obvody a diferenciace buněčných populací“, spoluautoři: Z. Neubauer – E. Koutecká). Biologické listy, 1974, č. 39, s. 57–61
- „Řízení genové aktivity – vymezení pojmů“, spoluautoři: Z. Neubauer – E. Koutecká, Biologické listy, 1974, č. 39, s. 136–37.
- „Non-mutational hereditary changes of prophage lambda gene activity in nondefective lysogens“, spoluautoři: Z. Neubauer – J. Cirýn – E. Koutecká, Folia microbiologica 20, 1975, č. 1, s. 94–95.
- „K úmrtí Jacquesa Monoda“, spoluautoři: Z. Neubauer, E. Koutecká, Bulletin Československé společnosti mikrobiologické 17, 1976, č. 3, s. 23–24. Poté přetištěno in A. Markoš (ed.), Náhoda a nutnost, Pavel Mervart: Červený Kostelec 2008.
- „Organization of lambda phage genome in bacterial cell is related to genetic control of phases of lysogenic system“, spoluautoři: Z. Neubauer, E. Černá, E. Koutecká, J. Doskočil) Folia microbiologica 22, 1977, č. 6, s. 515. [Abstrakt příspěvku ke třinácté výroční konferenci Československé společnosti mikrobiologické, která se konala v Gottwaldově (Zlíně) dne 26.–28. dubna 1977.]
- „Organization of lambda phage genome in bacterial cell is related to genetic control of phases of lysogenic system“, spoluautoři: Z. Neubauer – E. Černá – E. Koutecká – J. Doskočil, Folia microbiologica 22, 1977, č. 6, s. 515.
- „Orientace bakterií v prostoru a jejich aktivní vztah k prostředí“, (Spoluautoři: Z. Neubauer, E. Koutecká), Bulletin Československé společnosti mikrobiologické 19, 1978, č. 3, s. 9–15.
- „Phase variation concerning the regulation of phage expression in non-defective lambda lysogens: The involvement of prophage-derived plasmids and of the shifts in their oligomerisation“, Molecular and General Genetics, spoluautoři: Z. Neubauer – E. Koutecká – E. Černá – J. Doskočil, 1978, č. 158, s. 313–323. Vydáno v lednu 1978.
- „Diferenciace a variabilita u mnohobuněčných bakteriálních systémů“, spoluautoři: . Z. Neubauer – A. Krekulová – E. Koutecká, Bulletin Československé společnosti mikrobiologické 20, 1979, č. 6, s. 2.
- „K biologii bakteriálních kolonií druhu Serratia maracens“, spoluautoři: Z. Neubauer, A. Krekulová, E. Koutecká.) Bulletin československé společnosti mikrobiologické 21, 1980, č. 4, s. 2–6.10
- „Proměnlivost a dědičnost vzhledu bakteriálních kolonií“, spoluautoři: Z. Neubauer – A. Krekulová – E. Koutecká, Vesmír 61, 1982, č. 5, s. 149-153.
- Regulace temperovaného bakteriofága (Úvaha nad současným stavem vědomostí), Z. Neubauer, spoluautorka: E. Koutecká) Nové poznatky v genetice (Závěry přednášek IV. konference Genet. sekce Biol. spol., Brno) 1976, s. 66–67.